# Bradley Dack
Bradley Paul Dack (Greenwich, 31 december 1993) is een Engels voetballer die doorgaans speelt als middenvelder. In augustus 2024 verruilde hij Sunderland voor Gillingham.

## Clubcarrière
Dack speelde in de jeugdopleiding van Charlton Athletic. In 2010 stapte hij over naar Gillingham, waar hij twee seizoenen later zijn eerste professionele contract zou tekenen. Op 18 augustus 2012 maakte de middenvelder zijn debuut in het eerste elftal, toen met 3–1 werd gewonnen van Bradford City. Dack mocht zes minuten voor tijd invallen. Braintree Town huurde hem in januari 2013 voor de duur van één maand. Hij speelde vier wedstrijden en scoorde één keer. Na zijn terugkeer speelde Dack meer wedstrijden in het eerste elftal van Gillingham en de club werd kampioen in de League Two. Dack werd verkozen tot beste jonge speler van de club. In de vier seizoenen die volgden speelde Dack met Gillingham in de League One. Hier werd hij speler van het jaar bij zijn club in de seizoenen 2014/15, 2015/16 en 2016/17. Daarnaast werd hij in de jaargang 2015/16 verkozen tot beste speler van de gehele competitie.
In de zomer van 2017 maakte Dack voor circa 850 duizend euro de overstap naar Blackburn Rovers, waar hij zijn handtekening zette onder een verbintenis voor de duur van drie seizoenen, met de optie op een jaar extra. In zijn eerste seizoen bij Blackburn wist hij met de club te promoveren naar het Championship en Dack werd andermaal verkozen tot beste speler van de League One. Hierop tekende de middenvelder een vernieuwde verbintenis, die zou lopen tot medio 2021. Eind 2019 liep Dack in een wedstrijd tegen Wigan Athletic een blessure op aan zijn voorste kruisband, waardoor hij voor een jaar uit de roulatie zou liggen. Na zijn terugkeer speelde hij een aantal maanden mee voor hij opnieuw een kruisbandblessure opliep. In mei 2023 maakte de club bekend dat Dack na het aflopen van zijn contract zou vertrekken. Na zijn vertrek uit Blackburn tekende de middenvelder voor een jaar bij Sunderland. Hier mocht hij na dit jaar ook vertrekken, waarop hij terugkeerde bij Gillingham.

## Clubstatistieken
| Seizoen | Club             | Competitie          | Competitie | Competitie | Beker | Beker | Internationaal | Internationaal | Totaal | Totaal |
| Seizoen | Club             | Competitie          | Wed.       | Dlp.       | Wed.  | Dlp.  | Wed.           | Dlp.           | Wed.   | Dlp.   |
| ------- | ---------------- | ------------------- | ---------- | ---------- | ----- | ----- | -------------- | -------------- | ------ | ------ |
| 2012/13 | Gillingham       | League Two          | 16         | 1          | 4     | 1     | —              | —              | 20     | 2      |
| 2012/13 | → Braintree Town | Conference National | 4          | 1          | 0     | 0     | —              | —              | 4      | 1      |
| 2013/14 | Gillingham       | League One          | 28         | 3          | 4     | 2     | —              | —              | 32     | 5      |
| 2014/15 | Gillingham       | League One          | 42         | 9          | 8     | 1     | —              | —              | 50     | 10     |
| 2015/16 | Gillingham       | League One          | 40         | 13         | 4     | 2     | —              | —              | 44     | 15     |
| 2016/17 | Gillingham       | League One          | 34         | 5          | 5     | 1     | —              | —              | 39     | 6      |
| 2017/18 | Blackburn Rovers | League One          | 42         | 18         | 3     | 0     | —              | —              | 45     | 18     |
| 2018/19 | Blackburn Rovers | Championship        | 42         | 15         | 3     | 3     | —              | —              | 45     | 18     |
| 2019/20 | Blackburn Rovers | Championship        | 22         | 9          | 2     | 1     | —              | —              | 24     | 10     |
| 2020/21 | Blackburn Rovers | Championship        | 16         | 3          | 1     | 0     | —              | —              | 17     | 3      |
| 2021/22 | Blackburn Rovers | Championship        | 9          | 1          | 0     | 0     | —              | —              | 9      | 1      |
| 2022/23 | Blackburn Rovers | Championship        | 27         | 4          | 6     | 3     | —              | —              | 33     | 7      |
| 2023/24 | Sunderland       | Championship        | 16         | 1          | 1     | 0     | —              | —              | 17     | 1      |
| 2024/25 | Gillingham       | League Two          | 19         | 1          | 1     | 0     | —              | —              | 20     | 1      |
| Totaal  | Totaal           | Totaal              | 357        | 84         | 42    | 14    | 0              | 0              | 399    | 98     |

Bijgewerkt op 5 juni 2025.

## Erelijst
| Competitie                       |            |                  |            |            |
| Competitie                       | Aantal     | Jaren            |            |            |
| Gillingham                       | Gillingham | Gillingham       | Gillingham | Gillingham |
| -------------------------------- | ---------- | ---------------- | ---------- | ---------- |
| League Two                       | 1          | 2012/13          |            |            |
| Individueel                      |            |                  |            |            |
| League One – Speler van het Jaar | 2          | 2015/16, 2017/18 |            |            |